# Óscar Zolezzi
Óscar Raúl Zolezzi (* 4. Februar 1925; † 30. Juni 2019) war ein argentinischer Ruderer.

## Karriere
Óscar Zolezzi nahm an den Olympischen Spielen 1948 in London teil. Mit Alberto Madero, Julio Curatella und Óscar Almirón ging er in der Vierer ohne Steuermann-Regatta an den Start. Das Boot schied im Hoffnungslauf aus.